# Gustav von Kortzfleisch
Gustav Franz Achatius von Kortzfleisch (* 3. November 1854 in Graudenz; † 16. März 1910 in Posen) war ein preußischer Generalmajor und Militärschriftsteller.

## Leben

### Familie
Er entstammte dem preußischen Zweig des Adelsgeschlecht von Kortzfleisch. Seine Eltern waren der preußische Oberst und Bezirkskommandeur in Anklam, Otto von Kortzfleisch (1814–1895) und dessen Ehefrau Pauline, geborene von Talatzko. Ida von Kortzfleisch (1850–1915), die Gründerin der Reifensteiner Schulen, war seine ältere Schwester.
Kortzfleisch vermählte sich 1889 in Hannover mit Elsbeth Oppermann (1862–1937). Aus der Ehe sind drei Kinder hervorgegangen, unter anderem der spätere General der Infanterie der deutschen Wehrmacht Joachim von Kortzfleisch (1890–1945).

### Militärische Laufbahn
Kortzfleisch besuchte das Kadettenkorps und wurde am 18. Oktober 1871 als Portepeefähnrich dem Hannoverschen Füsilier-Regiment Nr. 73 der Preußischen Armee überwiesen. Im Mai 1872 zum Sekondeleutnant befördert, war er ab 15. Februar 1876 als Adjutant und untersuchungsführender Offizier des II. Bataillons tätig. Kortzfleisch absolvierte vom 1. Oktober 1879 bis zum 17. Juli 1882 die Kriegsakademie und wurde zwischenzeitlich zum Premierleutnant befördert. Nach seiner Rückkehr zu seinem Verband fungierte er ab 8. August 1882 als Regimentsadjutant. Unter Stellung à la suite seines Regiments folgte am 14. März 1885 seine Kommandierung als Adjutant zur 60. Infanterie-Brigade nach Metz, um dann am 17. April 1886 in das Infanterie-Regiment „Prinz Friedrich der Niederlande“ (2. Westfälisches) Nr. 15 versetzt zu werden. Kurz darauf wurde Kortzfleisch vom 1. Mai 1886 bis zum 31. März 1888 zur Dienstleistung beim Großen Generalstab kommandiert und hier in der Eisenbahnabteilung eingesetzt. Unter Entbindung von seinem Kommando im Großen Generalstab und bei gleichzeitiger Beförderung zum Hauptmann wurde er am 22. März 1888 in das Braunschweigische Infanterie-Regiment Nr. 92 versetzt und am 22. Juli 1888 zum Chef der 5. Kompanie ernannt. Unter Stellung à la suite des Regiments wurde Kortzfleisch am 17. Februar 1894 zum Eisenbahnkommissar ernannt und zur Eisenbahnabteilung des Großen Generalstabes kommandiert. Für drei Monate war er ab 15. Juli 1894 beim Eisenbahnbetriebsamt Danzig sowie bei der Eisenbahndirektion Bromberg tätig, um seine Kenntnisse des Schienentransportwesens zu vertiefen. Mit seiner Beförderung zum Major stellte man Kortzfleisch am 19. März 1896 à la suite des Infanterie-Regiments „Graf Barfuß“ (4. Westfälisches) Nr. 17. Mit der Uniform dieses Regiments folgte am 16. Juni 1896 die Ernennung zum Eisenbahnlinienkommissar in Berlin. Am 10. September 1898 beauftragte man Kortzfleisch mit der Wahrnehmung der Geschäfte des Eisenbahnlinienkommissars in Saarbrücken. Die Bestätigung zu dieser Stellung erhielt er am 25. März 1899.
Am 1. April 1901 kehrte Kortzfleisch mit der Versetzung nach Colmar in den Truppendienst zurück. Er wurde dort als Kommandeur des II. Bataillons im 2. Ober-Elsässischen Infanterie-Regiments Nr. 171 eingesetzt, in dieser Stellung am 17. Mai 1902 zum Oberstleutnant befördert und mit dem 19. Juni 1902 zum Stab des 2. Kurhessischen Infanterie-Regiments Nr. 82 nach Göttingen versetzt. Am 22. April 1905 wurde Kortzfleisch Oberst, zeitgleich nach Metz in das 1. Lothringische Infanterie-Regiment Nr. 130 versetzt und fungierte vom 18. Mai 1905 bis zum 20. April 1908 als Regimentskommandeur. Anschließend mit der gesetzlichen Pension und der Erlaubnis zum Tragen der Regimentsuniform zur Disposition gestellt, wurde Kortzfleisch als z.D.-Offizier weiterverwendet und zum Kommandanten des Truppenübungsplatzes Posen ernannt. In dieser Stellung erhielt Kortzfleisch am 19. August 1909 den Charakter als Generalmajor. Kortzfleisch wurde ebenfalls mit dem Dienstauszeichnungskreuz und der Zentenarmedaille geehrt. Am 16. März 1910 ist er im Garnisonslazarett Posen an Herzlähmung verstorben.

## Werke (Auswahl)
- Geschichte des Füsilier-Regiment General-Feldmarschall Prinz Albrecht von Preussen-Hannoversches-Nr. 73. 1866–1891. R. Eisenschmidt, 1891.
- Des Herzogs Friedrich Wilhelm von Braunschweig Zug durch Norddeutschland im Jahre 1809. Verlag Heere d. Vergangenheit Olmes, Krefeld 1973 (Nachdruck der Ausgabe: E.S. Mittler und Sohn, Berlin 1894), OCLC 74170531.
- Geschichte der Familie von Kortzfleisch. 2 Bände, Limbach, Braunschweig 1896 und 1901. Digitalisat, OCLC 643300624
- Geschichte des Herzoglich-Braunschweigischen Infanterie-Regiments und seiner Stammtruppen 1809-1869.
  - 1. Band: Das schwarze Korps 1809 und das Englisch-Braunschweigische Infanterie-Regiment bis 1814. Albert Limbach, Braunschweig 1896, OCLC 834741636 (tu-braunschweig.de PDF).
  - 2. Band: Von der Errichtung des neuen Truppenkorps 1813 bis zum Ausbruch des Krieges 1870. Albert Limbach, Braunschweig 1898, OCLC 834742952 (tu-braunschweig.de PDF).
  - 3. Band: Der deutsch-französische Krieg und die Friedenszeit seit 1871. Albert Limbach, Braunschweig 1903, OCLC 751605842 (tu-braunschweig.de PDF).
- Der oberelsässische Winterfeldzug, 1674/75, und das Treffen bei Türkheim. Straßburg 1904.
- Die Hundertjahrfeier des Braunschweig. Infanterie-Regiments Nr. 92 am 1. April 1909. Mit einem Nachtrage zur Regimentsgeschichte. Limbach, Braunschweig 1909, OCLC 837274254 (tu-braunschweig.de PDF).